# Synagoge Jülich

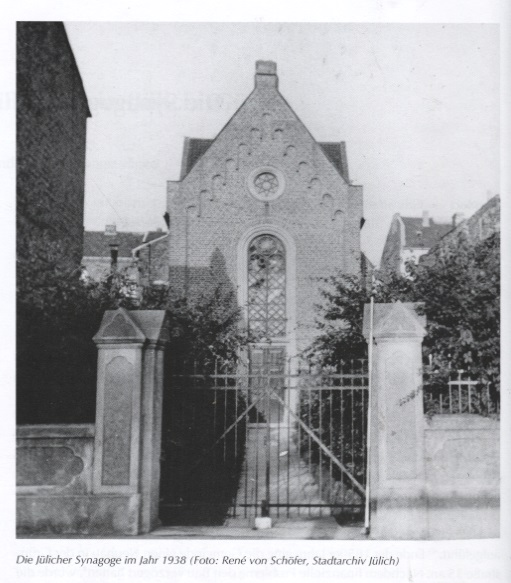
Die Synagoge in Jülich, 1938

Die Synagoge Jülich stand in der Grünstraße 35 in Jülich im Kreis Düren in Nordrhein-Westfalen.

## Geschichte
Synagogen sind in der Grünstraße für 1349, 1461, 1771 und 1783 bezeugt. Ende der 1850er Jahre wurde das Gebäude neu errichtet. Die Einweihung erfolgte am 20. und 21. September 1862.
„Das Gotteshaus lag zurückgesetzt in einem Vorgarten, der durch Mauer und Gittertor von der Straße abgegrenzt war. Es handelte sich um einen schmalen, giebelständigen Backsteinbau auf rechteckigem Grundriss. An der Ostseite befand sich ein kleiner Anbau, der im Inneren den Toraschrein aufnahm. Der Giebel mit einem Rundfenster in der Mitte und Rundbogenfries mit kleinen Konsolen hatte einen rechteckigen Abschluss. An den Seitenfronten waren Rundfenster. Prägnant gab sich die Eingangssituation mit der rechteckigen Tür und dem direkt darüber liegenden Rundbogenfenster. Auf der Giebelspitze saßen die Gebotstafeln.“
1924 wurde die Synagoge umgebaut. Im Inneren kam eine Westempore dazu. Sie konnte über eine links neben dem Haupteingang angelegte überdachte Treppe erreicht werden.
Aus den vorherigen Bethäusern und Synagogen wurden viele Teile der Inneneinrichtung in die neue Synagoge übernommen, z. B. die Beschneidungsbank, und andere Utensilien.
Bei den am 9./10. November 1938 im ganzen Reich organisierten Pogromen gegen Juden wurden die Kultgegenstände der Synagoge vor dem Gebäude verbrannt. Die Synagoge blieb intakt. Die Nazis in Jülich begingen diesen Tag, an dem reichsweit an den misslungenen Hitlerputsch vom 9. November 1923 erinnert wurde, mit einem Aufmarsch an der Eleonoren-Bastion (westlich des Rathauses am Schwanenteich). Beim verheerenden Bombenangriff auf Jülich am 16. November 1944 wurde die Synagoge schwer beschädigt, die Außenmauern blieben stehen.
1958 wurden die Gebäudereste abgerissen, als dort ein Wohnblock erbaut wurde. 1983 wurde hier eine Gedenktafel angebracht und 1997 wurde das Teilstück der Grünstraße, an dem die Synagoge gestanden hatte, in „An der Synagoge“ umbenannt.